# 神力女超人獲獎與提名列表
《神力女超人》（英語：Wonder Woman）是一部於2017年上映的美國超級英雄電影，改編自DC漫畫旗下的同名角色，同時也是DC擴展宇宙的第四部作品。由派蒂·珍金斯所執導，電影主演包括蓋兒·加朵、克里斯·潘恩、羅蘋·萊特、丹尼·休斯頓、大衛·休利斯、康妮·尼爾森以及伊蓮娜·安娜雅。
電影創下了不少票房紀錄，同時獲得多個不同組織頒發的不同類別榮譽和獎項肯定，美國電影學會獎評選為年度十大電影之一；第89屆國家評論獎中獲得聚光燈獎；第23屆評論家選擇電影獎中獲得最佳動作片；第24屆美國演員工會獎得到最佳電影特技團隊獎項；第20屆服裝設計師工會獎傑出科幻/奇幻電影製作設計組中獲獎。

## 榮譽
| 獎項                             | 典禮(獎項公布)日期 | 類別                                   | 提名者或受獎者 | 結果   | 參考          |
| -------------------------------- | ------------------ | -------------------------------------- | --- | ------ | ------------- |
| 2016年Indiewire評論家調查        | 2016年12月19日     | 2017年最受期待                         | 《神力女超人》 | 第九名 | [ 1 ]         |
| 第18屆金預告獎                   | 2017年6月6日       | 最佳演出                               | 《神力女超人》 | 獲獎   | [ 2 ]         |
| 第18屆金預告獎                   | 2017年6月6日       | 最佳奇幻／冒險                         | 《神力女超人》 | 獲獎   | [ 2 ]         |
| 第18屆金預告獎                   | 2017年6月6日       | 最佳夏季2017年大片海報                 | 《神力女超人》 | 獲獎   | [ 2 ]         |
| 第18屆金預告獎                   | 2017年6月6日       | 最佳夏季2017年大片預告                 | 《神力女超人》 | 提名   | [ 2 ]         |
| 第18屆金預告獎                   | 2017年6月6日       | 最佳奇幻／冒險海報                     | 《神力女超人》 | 提名   | [ 2 ]         |
| 2017年國際線上電影獎             | 2017年7月29日      | 最佳視覺效果                           | 《神力女超人》 | 提名   | [ 3 ]         |
| 2017年國際線上電影獎             | 2017年7月29日      | 最佳混音                               | 克里斯·伯登、吉柏特·拉克 （页面存档备份，存于）、克里斯·門若 | 提名   | [ 3 ]         |
| 2017年國際線上電影獎             | 2017年7月29日      | 最佳原創歌曲                           | 《To Be Human》-芙蘿倫絲·威爾希、瑞克·諾威爾斯 | 提名   | [ 3 ]         |
| 2017年青少年票選獎               | 2017年8月13日      | 電影選擇獎：動作片                     | 《神力女超人》 | 獲獎   | [ 4 ]         |
| 2017年青少年票選獎               | 2017年8月13日      | 電影選擇獎：動作片女演員               | 蓋兒·加朵 | 獲獎   | [ 4 ]         |
| 2017年青少年票選獎               | 2017年8月13日      | 電影選擇獎：動作片男演員               | 克里斯·潘恩 | 獲獎   | [ 4 ]         |
| 2017年青少年票選獎               | 2017年8月13日      | 電影選擇獎：夏季電影                   | 《神力女超人》 | 提名   | [ 4 ]         |
| 2017年青少年票選獎               | 2017年8月13日      | 電影選擇獎：夏季電影女演員             | 蓋兒·加朵 | 提名   | [ 4 ]         |
| 2017年青少年票選獎               | 2017年8月13日      | 電影選擇獎：夏季電影男演員             | 克里斯·潘恩 | 提名   | [ 4 ]         |
| 2017年青少年票選獎               | 2017年8月13日      | 電影選擇獎：電影組合                   | 蓋兒·加朵、克里斯·潘恩 | 提名   | [ 4 ]         |
| 2017年青少年票選獎               | 2017年8月13日      | 接吻場景                               | 蓋兒·加朵、克里斯·潘恩 | 提名   | [ 4 ]         |
| 第2屆龍獎                        | 2017年9月3日       | 最佳科幻或奇幻電影                     | 《神力女超人》 | 獲獎   | [ 5 ] [ 6 ]   |
| 好萊塢音樂媒體獎                 | 2017年11月16日     | 最佳原創音樂–科幻／奇幻／恐怖電影      | 魯伯特·葛雷森-威廉姆斯 | 提名   | [ 7 ] [ 8 ]   |
| 底特律影評人協會                 | 2017年12月7日      | 突破演出                               | 蓋兒·加朵 | 提名   | [ 9 ]         |
| 華盛頓特區影評人協會             | 2017年12月8日      | 最佳藝術指導                           | 艾莉恩·伯娜托、安娜·林奇-羅賓遜 | 提名   | [ 10 ]        |
| 費城電影評論人協會               | 2017年12月10日     | Steve Friedman獎                       | 《神力女超人》 | 獲獎   | [ 11 ]        |
| 孟菲斯在線影評人協會             | 2017年12月11日     | 最佳服裝設計                           | 《神力女超人》 | 獲獎   | [ 12 ]        |
| 都柏林影評人協會                 | 2017年12月13日     | 最佳導演                               | 派蒂·珍金斯 | 第二名 | [ 13 ]        |
| 北德克薩斯影評人協會             | 2017年12月17日     | 最佳女主角                             | 蓋兒·加朵 | 提名   | [ 14 ]        |
| 北德克薩斯影評人協會             | 2017年12月17日     | 最佳導演                               | 派蒂·珍金斯 | 提名   | [ 14 ]        |
| 北德克薩斯影評人協會             | 2017年12月17日     | 最佳攝影                               | 馬修·詹森 | 提名   | [ 14 ]        |
| 鳳凰城影評人協會                 | 2017年12月19日     | 最佳服裝設計                           | 《神力女超人》 | 提名   | [ 15 ]        |
| 鳳凰城影評人協會                 | 2017年12月19日     | 最佳視覺效果                           | 《神力女超人》 | 提名   | [ 15 ]        |
| 洛杉磯在線影評人協會             | 2017年12月19日     | 最佳女導演                             | 派蒂·珍金斯 | 提名   | [ 16 ] [ 17 ] |
| 洛杉磯在線影評人協會             | 2017年12月19日     | 最佳特技                               | 《神力女超人》 | 提名   | [ 16 ] [ 17 ] |
| 洛杉磯在線影評人協會             | 2017年12月19日     | 最佳動作/戰爭影片                      | 《神力女超人》 |        | [ 16 ] [ 17 ] |
| 洛杉磯在線影評人協會             | 2017年12月19日     | 最佳視覺效果                           | 《神力女超人》 |        | [ 16 ] [ 17 ] |
| 洛杉磯在線影評人協會             | 2017年12月19日     | 最佳大片                               | 《神力女超人》 | 獲獎   | [ 16 ] [ 17 ] |
| 女性影評人協會獎                 | 2017年12月21日     | 女性作品：最佳整體表現                 | 《神力女超人》 | 提名   | [ 18 ]        |
| 女性影評人協會獎                 | 2017年12月21日     | 最佳性別平等                           | 《神力女超人》 | 提名   | [ 18 ]        |
| 女性影評人協會獎                 | 2017年12月21日     | 最佳女性動作英雄                       | 《神力女超人》 | 獲獎   | [ 18 ]        |
| 第2屆芝加哥獨立影評人協會獎      | 2017年12月27日     | 影響獎                                 | 派蒂·珍金斯 | 獲獎   | [ 19 ] [ 20 ] |
| 棕櫚泉國際電影節                 | 2018年1月2日       | 明日之星獎-女演員                      | 蓋兒·加朵 | 獲獎   | [ 21 ]        |
| 棕櫚泉國際電影節                 | 2018年1月2日       | 年度創作影響導演獎                     | 派蒂·珍金斯 | 獲獎   | [ 22 ]        |
| 金番茄獎                         | 2018年1月2日       | 2017 最佳電影 - 大規模上映             | 《神力女超人》 | 第四名 | [ 23 ]        |
| 金番茄獎                         | 2018年1月2日       | 2017年最佳漫畫書/圖文小說電影          | 《神力女超人》 | 獲獎   | [ 23 ]        |
| 第45屆美國電影學會獎             | 2018年1月5日       | 2017年度最佳十大電影                   | 《神力女超人》 | 獲獎   | [ 24 ]        |
| 第89屆國家評論協會獎             | 2018年1月9日       | 聚光燈獎                               | 派蒂·珍金斯 | 獲獎   | [ 25 ]        |
| 第89屆國家評論協會獎             | 2018年1月9日       | 聚光燈獎                               | 蓋兒·加朵 | 獲獎   | [ 25 ]        |
| 第11屆女性電影記者聯盟EDA獎      | 2018年1月9日       | 最佳女導演                             | 派蒂·珍金斯 | 提名   | [ 26 ] [ 27 ] |
| 第11屆女性電影記者聯盟EDA獎      | 2018年1月9日       | 傑出成就的電影界女性                   | 派蒂·珍金斯 | 提名   | [ 26 ] [ 27 ] |
| 第23屆評論家選擇電影獎           | 2018年1月11日      | 最佳動作片                             | 《神力女超人》 | 獲獎   | [ 28 ]        |
| 第23屆評論家選擇電影獎           | 2018年1月11日      | 最佳服裝設計                           | 林迪·海明 | 提名   | [ 28 ]        |
| 第23屆評論家選擇電影獎           | 2018年1月11日      | 最佳視覺效果                           | 《神力女超人》 | 提名   | [ 28 ]        |
| 第23屆評論家選擇電影獎           | 2018年1月11日      | #Seeher獎                              | 蓋兒·加朵 | 獲獎   | [ 29 ]        |
| 第33屆美國選角協會獎             | 2018年1月18日      | 大型預算-戲劇類                        | 洛拉·肯尼迪 （页面存档备份，存于）、克斯蒂·卡爾森 （页面存档备份，存于）、露辛達·熙森 （页面存档备份，存于）、珍妮特·班茲（助理） （页面存档备份，存于）                | 提名   | [ 30 ]        |
| 第29屆美國製片人協會獎           | 2018年1月20日      | 傑出電影製作人                         | 查爾斯·羅文、李察·瑟高、查克·史奈德、黛博拉·史奈德 | 提名   | [ 31 ]        |
| 第24屆美國演員工會獎             | 2018年1月21日      | 最佳電影特技團隊                       | 《神力女超人》 | 獲獎   | [ 32 ] [ 33 ] |
| 第22屆藝術指導公會傑出作品設計獎 | 2018年1月27日      | 奇幻電影製作設計                       | 艾莉恩·伯娜托 | 提名   | [ 34 ] [ 35 ] |
| 聖塔芭芭拉國際電影節             | 2018年2月3日       | 藝術大師獎                             | 蓋兒·加朵 | 獲獎   | [ 36 ]        |
| 第17屆AARP電影成人獎             | 2018年2月5日       | 讀者選擇                               | 《神力女超人》 | 獲獎   | [ 37 ] [ 38 ] |
| 第30屆南加州大學圖書館編劇獎     | 2018年2月10日      | 最佳改編劇本                           | 艾倫·海因伯格、原創：威廉·莫爾頓·馬斯頓 | 提名   | [ 39 ] [ 40 ] |
| 第22屆衛星獎                     | 2018年2月11日      | 最佳改編劇本                           | 艾倫·海恩柏格、查克·史奈德、傑森·福克斯 | 提名   | [ 41 ] [ 42 ] |
| 第22屆衛星獎                     | 2018年2月11日      | 最佳視覺效果                           | 《神力女超人》 | 提名   | [ 41 ] [ 42 ] |
| 第22屆衛星獎                     | 2018年2月11日      | 最佳原創音樂                           | 魯伯特·葛雷森-威廉姆斯 | 獲獎   | [ 41 ] [ 42 ] |
| 第65屆MPSE金卷獎                 | 2018年2月18日      | 傑出音效剪輯 - 劇情片 - 配樂           | 《神力女超人》 | 提名   | [ 43 ]        |
| 第20屆服裝設計師工會獎           | 2018年2月20日      | 傑出科幻/奇幻電影製作設計              | 林迪·海明 | 獲獎   | [ 44 ] [ 45 ] |
| 第54屆電影音頻協會獎             | 2018年2月24日      | 傑出混音 - 真人電影                    | 克里斯·門若、克里斯·伯登、吉柏特·拉克 （页面存档备份，存于）、艾倫・梅爾遜 （页面存档备份，存于）、尼克·克雷 （页面存档备份，存于）、格倫·蓋瑟德 （页面存档备份，存于） | 提名   | [ 46 ]        |
| 第55屆國際攝影公會公關獎         | 2018年3月2日       | 麥克斯韋爾‧溫伯格公關能力電影獎        | 《神力女超人》 | 提名   | [ 47 ] [ 48 ] |
| 第23屆帝國獎(2018)               | 2018年3月18日      | 最佳電影                               | 《神力女超人》 | 提名   | [ 49 ] [ 50 ] |
| 第23屆帝國獎(2018)               | 2018年3月18日      | 最佳導演                               | 派蒂·珍金斯 | 提名   | [ 49 ] [ 50 ] |
| 第23屆帝國獎(2018)               | 2018年3月18日      | 最佳女主角                             | 蓋兒·加朵 | 提名   | [ 49 ] [ 50 ] |
| 第23屆帝國獎(2018)               | 2018年3月18日      | 最佳科幻/幻想 電影                     | 《神力女超人》 | 獲獎   | [ 49 ] [ 50 ] |
| 第31屆尼克頻道兒童票選獎(2018)   | 2018年3月24日      | 最受歡迎電影                           | 《神力女超人》 | 提名   | [ 51 ] [ 52 ] |
| 第31屆尼克頻道兒童票選獎(2018)   | 2018年3月24日      | 最受歡迎電影女演員                     | 蓋兒·加朵 | 提名   | [ 51 ] [ 52 ] |
| 第40屆木星獎(電影獎)2018         | 2018年4月18日      | 最佳國際電影                           | 《神力女超人》 | 提名   | [ 53 ] [ 54 ] |
| 第40屆木星獎(電影獎)2018         | 2018年4月18日      | 最佳國際女演員                         | 蓋兒·加朵 | 獲獎   | [ 53 ] [ 54 ] |
| 2018 金牛世界特技獎              | 2018年5月12日      | 最佳打鬥                               | 《神力女超人》 | 提名   | [ 55 ]        |
| 2018 金牛世界特技獎              | 2018年5月12日      | 女特技演員最佳整體特技演出             | 《神力女超人》 | 獲獎   | [ 55 ]        |
| 2018 金牛世界特技獎              | 2018年5月12日      | 最佳特技協調員和/或第二組導演          | 《神力女超人》 | 獲獎   | [ 55 ]        |
| 星雲獎                           | 2018年5月19日      | 雷·布拉德伯里獎最佳戲劇呈現            | 《神力女超人》：艾倫·海恩柏格(編劇) | 提名   | [ 56 ]        |
| 第19屆金預告獎                   | 2017年5月31日      | 最佳動作(片)海報("One Sheet")          | 《神力女超人》 | 獲獎   | [ 57 ] [ 58 ] |
| 第19屆金預告獎                   | 2017年5月31日      | 最佳國際海報                           | 《神力女超人》 | 獲獎   | [ 57 ] [ 58 ] |
| 第19屆金預告獎                   | 2017年5月31日      | 最佳動作(片)電視廣告                   | 《神力女超人》 | 提名   | [ 57 ] [ 58 ] |
| 第19屆金預告獎                   | 2017年5月31日      | 最佳廣告看板                           | 《神力女超人》 | 提名   | [ 57 ] [ 58 ] |
| 第19屆金預告獎                   | 2017年5月31日      | 最佳動作(片)海報("One Sheet" P+A)      | 《神力女超人》 | 提名   | [ 57 ] [ 58 ] |
| 第19屆金預告獎                   | 2017年5月31日      | 最佳夏季大片海報                       | 《神力女超人》 | 提名   | [ 57 ] [ 58 ] |
| 第19屆金預告獎                   | 2017年5月31日      | 最佳片頭或片尾(正片結束後演職人員字幕) | 《神力女超人》 | 提名   | [ 57 ] [ 58 ] |
| 第27屆 2018MTV影視大獎           | 2018年6月18日      | 最佳電影                               | 《神力女超人》 | 提名   | [ 59 ] [ 60 ] |
| 第27屆 2018MTV影視大獎           | 2018年6月18日      | 最佳英雄                               | 蓋兒·加朵 | 提名   | [ 59 ] [ 60 ] |
| 第27屆 2018MTV影視大獎           | 2018年6月18日      | 最佳打鬥                               | 蓋兒·加朵 vs.德國士兵 | 獲獎   | [ 59 ] [ 60 ] |
| 第44屆土星獎                     | 2018年6月27日      | 最佳女主角                             | 蓋兒·加朵 | 獲獎   | [ 61 ] [ 62 ] |
| 第44屆土星獎                     | 2018年6月27日      | 最佳漫畫改編電影                       | 《神力女超人》 | 提名   | [ 61 ] [ 62 ] |
| 第44屆土星獎                     | 2018年6月27日      | 最佳導演                               | 派蒂·珍金斯 | 提名   | [ 61 ] [ 62 ] |
| 第44屆土星獎                     | 2018年6月27日      | 最佳男配角                             | 克里斯·潘恩 | 提名   | [ 61 ] [ 62 ] |
| 第44屆土星獎                     | 2018年6月27日      | 最佳劇本                               | 艾倫·海恩柏格、查克·史奈德、傑森·福克斯 | 提名   | [ 61 ] [ 62 ] |
| 第44屆土星獎                     | 2018年6月27日      | 最佳服裝設計                           | 林迪·海明 | 提名   | [ 61 ] [ 62 ] |
| 雨果獎                           | 2018年8月19日      | 最佳戲劇表現：長劇                     | 《神力女超人》 | 獲獎   | [ 63 ] [ 64 ] |

## 外部連結
- 網際網路電影資料庫上的《神力女超人》得獎名單 （页面存档备份，存于）